# Горичан
46°23′ пн. ш. 16°41′ сх. д. / 46.38° пн. ш. 16.68° сх. д.
Горичан (хорв. Goričan) — громада і населений пункт в Меджимурській жупанії Хорватії.

## Населення
Населення громади за даними перепису 2011 року становило 2 823 осіб. 
Динаміка чисельності населення громади:

## Клімат
Середня річна температура становить 10,29°C, середня максимальна — 24,15°C, а середня мінімальна — -5,94°C. Середня річна кількість опадів — 772,00 мм.
| Клімат поселення                              | Клімат поселення | Клімат поселення | Клімат поселення | Клімат поселення | Клімат поселення | Клімат поселення | Клімат поселення | Клімат поселення | Клімат поселення | Клімат поселення | Клімат поселення | Клімат поселення | Клімат поселення |
| Показник                                      | Січ.             | Лют.             | Бер.             | Квіт.            | Трав.            | Черв.            | Лип.             | Серп.            | Вер.             | Жовт.            | Лист.            | Груд.            |                  |
| Середній максимум, °C                         | 5,45             | 7,27             | 11,76            | 16,16            | 21,44            | 24,15            | 23,98            | 23,50            | 19,32            | 14,28            | 8,35             | 5,05             |                  |
| Середня температура, °C                       | −0,25            | 1,60             | 6,07             | 10,47            | 15,74            | 18,46            | 20,13            | 19,65            | 15,49            | 10,42            | 4,52             | 1,20             |                  |
| Середній мінімум, °C                          | −5,94            | −4,12            | 0,39             | 4,79             | 10,05            | 12,76            | 16,28            | 15,80            | 11,62            | 6,58             | 0,67             | −2,65            |                  |
| Норма опадів, мм                              | 38               | 38               | 47               | 59               | 70               | 87               | 85               | 77               | 74               | 67               | 76               | 54               |                  |
| Середньомісячна швидкість вітру, м/с          | 2.20             | 2.40             | 2.72             | 2.70             | 2.50             | 2.30             | 2.20             | 1.90             | 2.00             | 2.00             | 2.20             | 2.20             |                  |
| Середньомісячна сонячна радіація, кДж/м²·день | 3977             | 6737             | 10591            | 15061            | 19181            | 21084            | 21570            | 18875            | 13963            | 8614             | 4450             | 3208             |                  |
| --------------------------------------------- | ---------------- | ---------------- | ---------------- | ---------------- | ---------------- | ---------------- | ---------------- | ---------------- | ---------------- | ---------------- | ---------------- | ---------------- | ---------------- |
| Джерело:                                      |                  |                  |                  |                  |                  |                  |                  |                  |                  |                  |                  |                  |                  |